# 대서양콩고어파
대서양·콩고어파(영어: Atlantic–Congo languages)는 니제르콩고어족의 핵심을 이루는 어파이다. 명사부류 체계가 특징이다. 대서양콩고어파는 만데어파, 도곤어파, 이조어파, 카틀라어, 라샤드어를 제외한 니제르콩고어족의 나머지 모든 언어를 포함한다. 대서양콩고어파에서 가장 크고 대표적인 분파는 볼타콩고어군이다.
글로톨로그는 니제르콩고어족을 어족으로 취급하지 않으며 대서양콩고어족, 만데어족, 도곤어족, 이조어족 따위를 독립된 어족으로 본다.

## 분류
다음 분류는 로저 블렌치에 따른 것으로, 보다 이질적인 분기군부터 나열하였다. 대서양 제어는 분기군이 아니라 전통적인 지리적 구분이다. 세누포어군과 크루어군은 볼타콩고어군의 일부로 보기도 하지만, 여기서는 독립적인 분기군으로 보았다.
- 탈로디·헤이반어군
- 세누포어군
- 크루어군
- 대서양 제어
  - 세네감비아어군
  - 멜어군
  - 수아어
  - 골라어
  - 림바어
- 볼타·콩고어군

추가로 Güldemann (2018)은 날루어와 누녜스강어군을 니제르콩고어족 안의 미분류 언어라고 본다.
글로톨로그는 탈로디어군과 헤이반어군이 독립된 어족이라고 본다.